# Esskultur im Römischen Reich

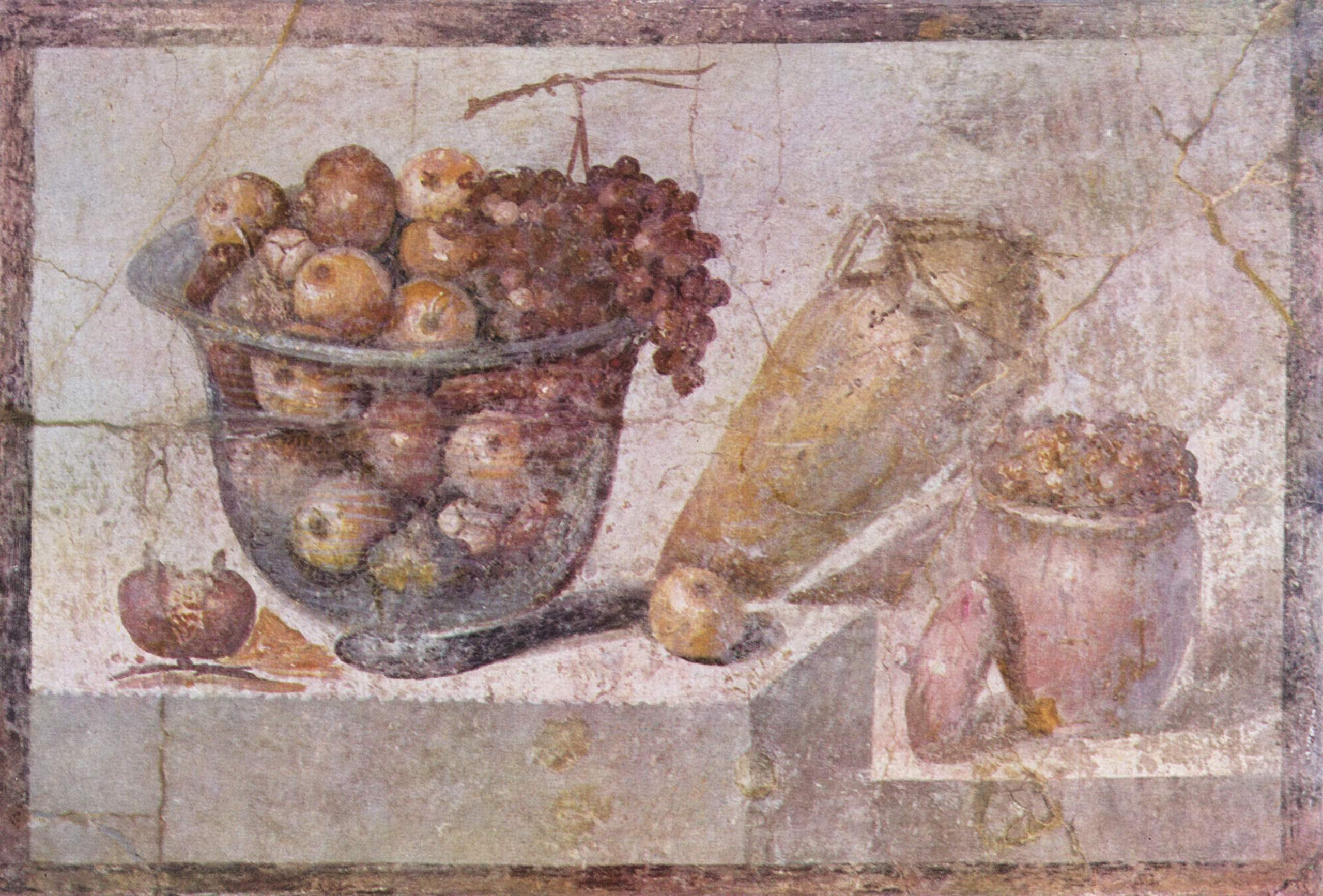
Stillleben mit Früchtekorb und Vasen (Pompeji, um 70 n. Chr.)

Die Esskultur im römischen Reich umfasst eine Epoche vom 6. Jahrhundert v. Chr. bis zum 5. Jahrhundert n. Chr. und damit mehr als 1000 Jahre. Zählt man das Oströmische Reich mit hinzu, kommt man sogar auf über 2000 Jahre. Im Laufe dieser langen Zeit änderten sich die kulinarischen Sitten erheblich, erst unter dem Einfluss der griechischen Kultur, dann mit den sich wandelnden Gebräuchen der frühen Königszeit über die 500 Jahre währende Phase der Republik bis hin zur Kaiserzeit. Zudem beeinflussten zeitweise die starke Ausdehnung des römischen Reiches und die Einverleibung von Techniken und Sitten aus den Provinzen die Esskultur.
Die Speisen der Armen und die der Herrschenden unterschieden sich anfangs nur wenig, mit der Zeit und zunehmender Macht jedoch immer mehr. Auch ihre Esskulturen waren sehr verschieden.

## Mahlzeiten
Ursprünglich wurde morgens ein Frühstück, das ientaculum oder auch iantaculum, am Nachmittag die Hauptmahlzeit des Tages, die cena, und abends die vesperna eingenommen.
Unter dem Einfluss griechischer Sitten, aber auch durch den zunehmenden Gebrauch importierter Waren wurde die cena üppiger und auch erst am späteren Nachmittag eingenommen. Es wurde ein zweites Frühstück zur frühen Mittagszeit, das prandium, üblich. Die vesperna entfiel ganz.
Bei den niederen Klassen hielt sich jedoch die alte Einteilung, die den Bedürfnissen körperlich arbeitender Menschen eher entspricht.

### Ientaculum(Frühstück)
Ursprünglich wurden brotartige Fladen aus Spelt (Dinkel) mit etwas Salz verzehrt, bei den Wohlhabenden auch Eier, Käse und Honig. Hierzu gab es Milch und Obst. Gerne wurde zum Brot auch Moretum, eine Art Kräuterkäse, gegessen.
Seit der Kaiserzeit bzw. dem Beginn unserer Zeitrechnung gab es Brot aus Weizen und mit der Zeit immer vielfältigere Backwaren, die die einfachen Fladen ablösten.

### Prandium(Mittagessen)
Das Prandium kann man auch als leichtes Mittagessen bzw. als Zwischenmahlzeit ansehen. Gegessen wurden größtenteils kalte Speisen, wie Schinken, Brot, Oliven, Eier, Nüsse, Feigen, Pilze, Käse, Früchte (Datteln). Das prandium war reichhaltiger als das eigentliche Frühstück, aber für die Römer nicht von zentraler Bedeutung. Wesentlich wichtiger war die cena.

### Cena(Abendessen/Hauptmahlzeit)
In der Oberklasse, die nicht körperlich arbeitete, wurde es üblich, alle Verpflichtungen des Tages im Laufe des Vormittags zu erledigen. Nach dem prandium wurden die letzten städtischen Besorgungen abgeschlossen, dann kam der Badbesuch, und etwa um 16 Uhr wurde mit der cena begonnen. Diese Mahlzeit zog sich dann oft sehr lange hin. Häufig wurde anschließend noch eine comissatio, ein Trinkgelage, begangen.
In der Königszeit und frühen Republik, aber auch später noch für die arbeitenden Schichten bestand die cena im Wesentlichen aus einem Getreidebrei, der puls (oder pulmentum). Die einfachste Version bestand aus Spelt (Dinkel), Wasser, Salz und Fett, etwas edler mit Öl, dazu gab es vielleicht etwas Gemüse. Die Wohlhabenden aßen ihre puls mit Eiern, Käse und Honig. Nur gelegentlich kam auch Fleisch oder Fisch dazu. Als Nachfahre kann die Polenta angesehen werden.
Im Laufe der republikanischen Zeit entwickelte sich die cena zu einer zweiteiligen Mahlzeit aus einem Hauptgericht und einer Nachspeise mit Obst und Meeresfrüchten. Gegen Ende der Republik war dann eine Dreiteilung in Vorspeise, Hauptgericht und Nachspeise üblich.
Auch bis ins spätere Mittelalter wurde mit cena das Abendessen bzw. das Nachtmahl bezeichnet. In Spanien und Italien wird das Abendessen immer noch als cena bezeichnet.

## Tischkultur
Ab ca. 350 v. Chr. hatten griechische Sitten die Kultur der wohlhabenden Römer stark beeinflusst. Wachsender Wohlstand führte außerdem zu immer ausgedehnteren und raffinierteren Mahlzeiten. Die eigentliche Nahrung stand dabei nicht im Vordergrund, im Gegenteil, je nährstoffärmer die Speisen nach damaliger Auffassung waren, umso geeigneter schienen sie den Gourmets ihrer Zeit. Auch wurde sehr viel Wert auf gute Verdaulichkeit, ja sogar abführende Wirkung gelegt.

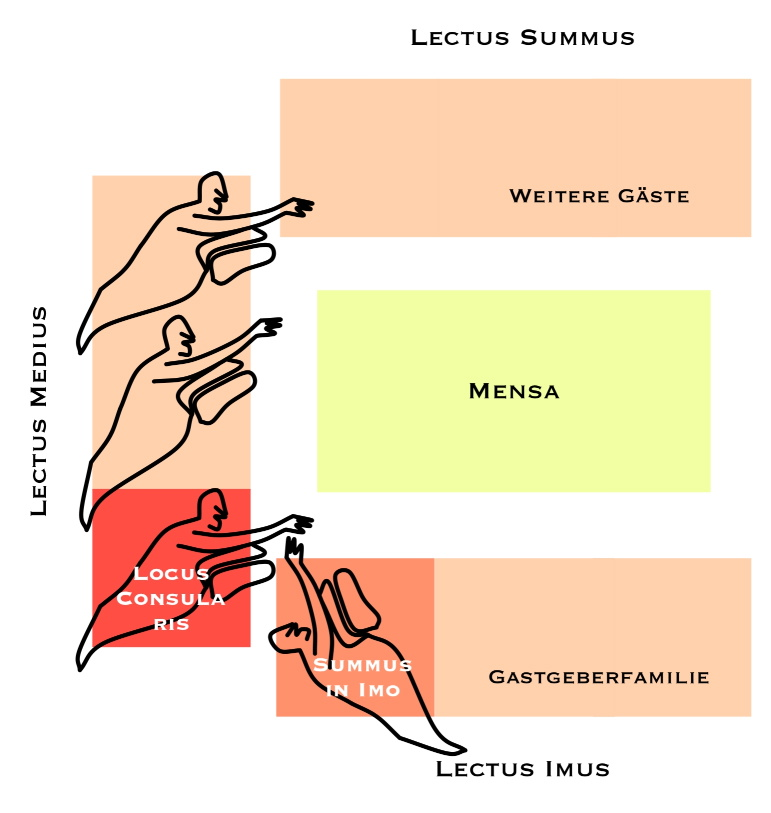
Triclinium für maximal 9 Personen

Bei Tisch trug man bequeme Kleidung, die vestis cenatoria, und gespeist wurde in einem speziellen Esszimmer, das später triclinium genannt wurde. Hier lag man bei Tisch auf einem speziellen Speisesofa, dem lectus triclinaris. Um den Tisch, die mensa, wurden drei dieser lecti hufeisenförmig aufgestellt, und maximal drei Personen, vor der Kaiserzeit ausschließlich Männer, konnten pro lectus liegen. Die Köpfe waren dabei dem Tisch zugewandt, der linke Ellenbogen lastete auf einem Kissen und die Füße lagen an der Außenseite des Speisesofas. Auf diese Weise konnten höchstens neun Personen an einem Tisch gemeinsam essen. Die sittsame Dame des Hauses oder weitere Gäste sowie die Gefolgschaft mussten auf Stühlen sitzen, Sklaven oft sogar die ganze Zeit stehen. Halbkreisförmige Speisesofas, die Stibadium genannt wurden, fanden zunächst im Freien Verwendung. In der Spätantike wurden diese auch in Innenräumen verwendet.
Füße und Hände wurden vor der cena gewaschen. Gegessen wurde mit den Fingerspitzen sowie zwei Arten von Löffeln, der größeren Ligula und dem kleineren Cochlear mit seinem nadelförmigen Stiel, der beim Verzehr von Schnecken und Muscheln auch eine Spießfunktion hatte, also eine heutige Gabel ersetzte. Bei Tisch wurden größere Stücke von einem Trancheur zerteilt, und die kleineren Stücke dann aus Schälchen (acetabula und catilli) und von Platten (catini) genommen. Nach jedem Gang wurden wieder die Finger gewaschen. Auch waren Servietten, mappae genannt, als Mundtuch üblich. Es wurden auch eigene mappae mitgebracht, in denen Speisen und kleine Gastgeschenke, die apophoreta, heimgenommen werden konnten.
Während eines Gastmahles traten Musiker, Akrobaten oder auch Rezitatoren auf. Auch spielten die Tischgespräche eine große Rolle. Das Thema eines solchen Gespräches konnte beispielsweise durch die Verzierungen des verwendeten Geschirrs angeregt werden. Tanz gab es eher nicht, er galt mit den feinen Tischsitten als unvereinbar, wenngleich im Laufe einer comissatio hiergegen wohl häufiger verstoßen wurde. Vom Speisesofa aufzustehen, und sei es nur zur Toilette, widersprach den damaligen Tischsitten, das Einhalten galt als höfliche Kunst. Nur eine kleine Minderheit der Oberschicht benutzte manchmal Brechmittel zur Vermeidung unangenehmer Nachwirkungen der meist ausgedehnten Gastmähler. Nach der Hauptmahlzeit wurde in einer Pause den Laren, den Hausgöttern, geopfert. Dieses Opfer bestand in der Regel aus einem Fleisch-, einem Kuchen- und einem Weinopfer. Der Kuchen war meist mit Safran gefärbt.

## Typische Speisen

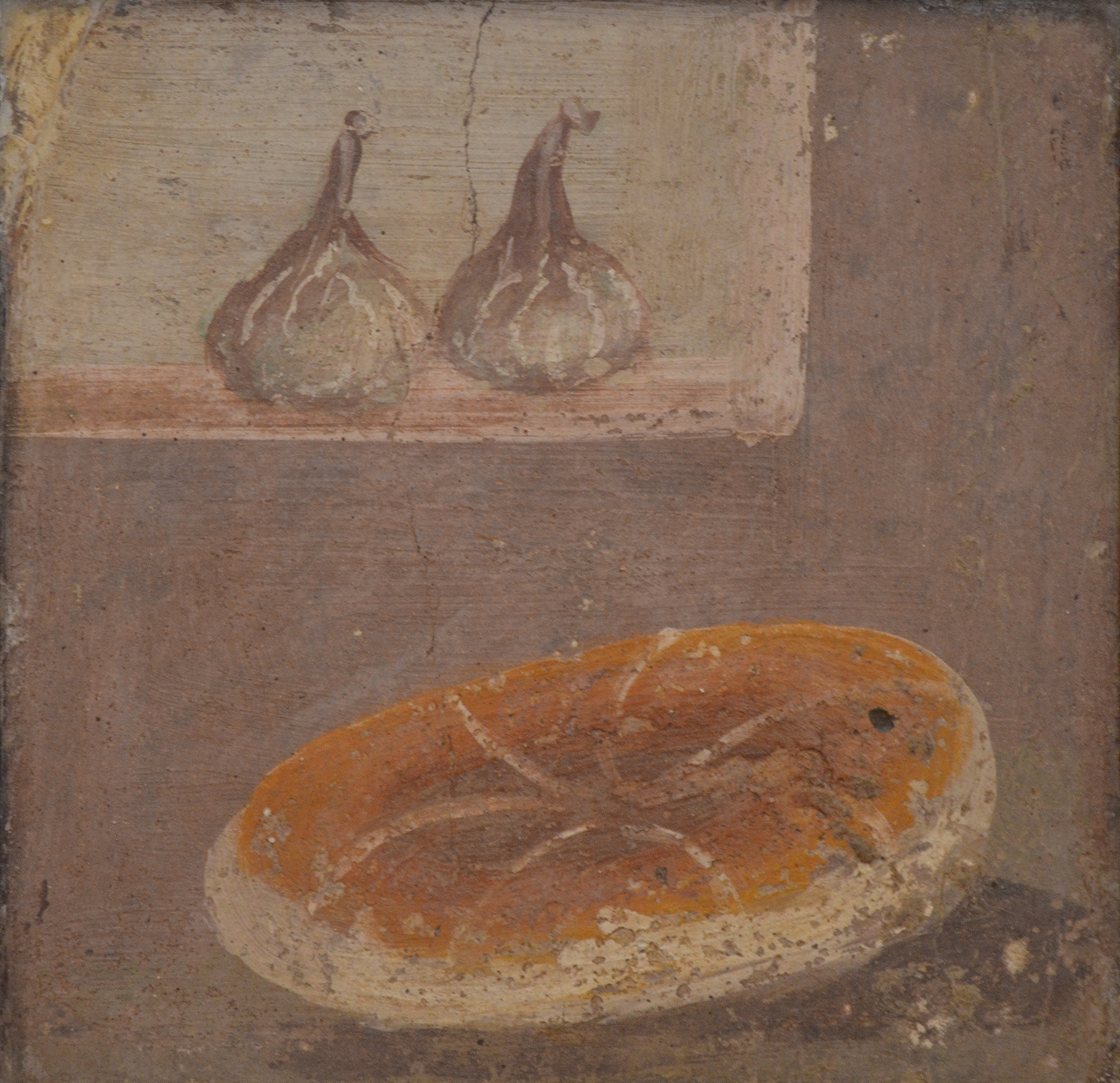
Fresko mit Darstellung eines Brotes und zweier Feigen aus Pompeji, Archäologisches Nationalmuseum Neapel

Auskunft über unterschiedliche Speisen und die dazu nötigen Zutaten geben antike schriftliche Quellen wie die Rezeptsammlung des Apicius, aber auch archäologische Funde von Tierknochen als Schlachtabfällen sowie pflanzliche Reste von essbaren Kulturpflanzen. Abbildungen von Speisen aus römischer Zeit sind ebenfalls überliefert.
Dagegen konnten Lebensmittel aus damals unbekannten Erdteilen in der römischen Küche natürlich noch nicht verwendet werden. Unbekannt waren den Römern zum Beispiel Kartoffeln, Tomaten, Paprika, Chili, Mais, Truthahn, Schokolade und noch viele mehr.

### Vorspeise
Zur gustatio, auch promulsis genannt, gab es leichte, appetitanregende Speisen, zu denen mulsum, eine Wein-Honig-Mischung, getrunken wurde. Eier, meist Hühnereier, zuweilen auch von Ente, Gans und selten sogar vom Pfau, spielten eine essentielle Rolle, aber auch Gemüse und Salate.

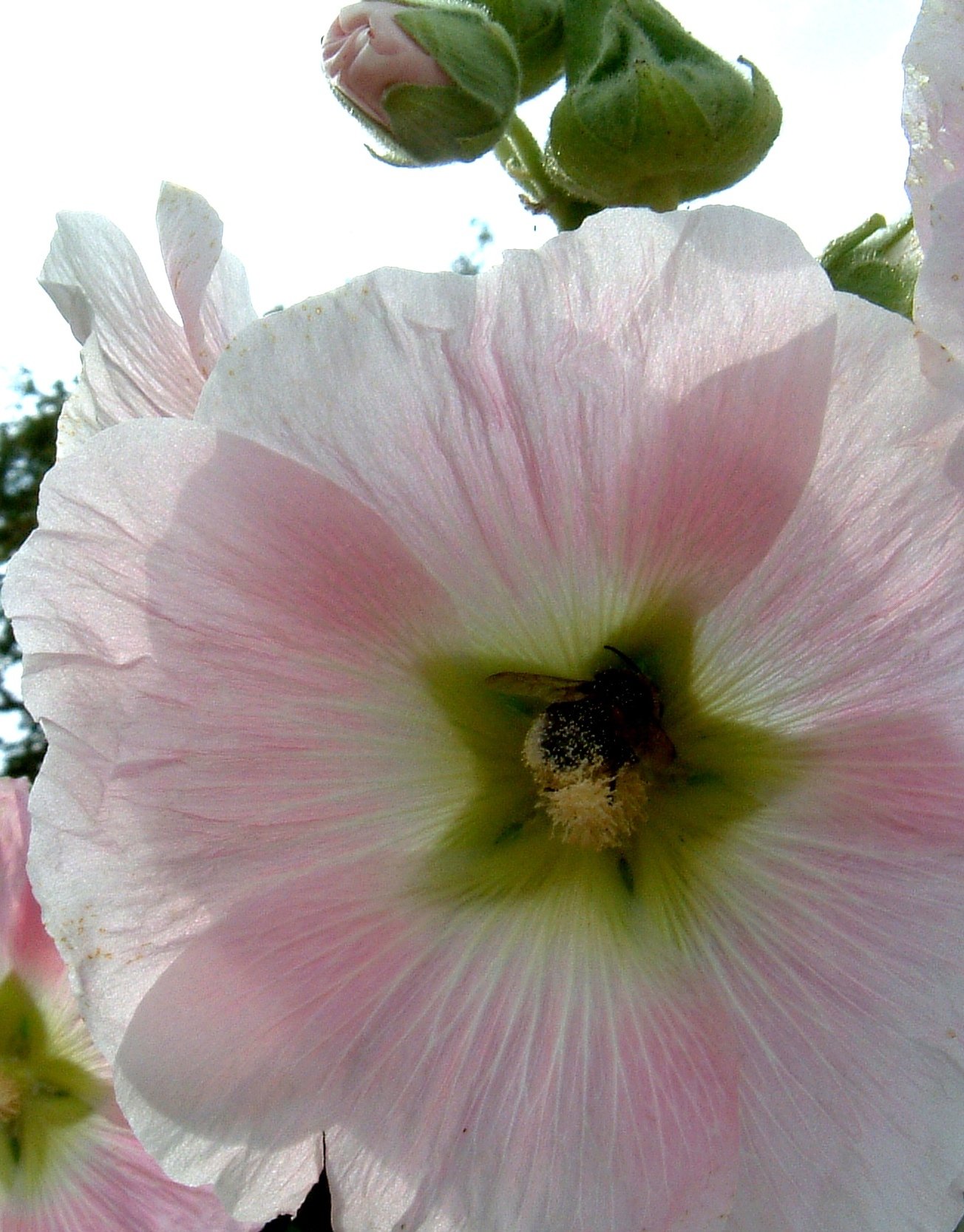
Malve

Übliche Pflanzen für Gemüse und Salat waren
- Hülsenfrüchte wie Ackerbohnen, Kichererbsen, Erbsen und Lupinen, die hauptsächlich bei Bauern, Schmieden, Legionären und Gladiatoren beliebt waren; nur aus Ägypten importierte Linsen waren auch bei Feinschmeckern begehrt. Gartenbohnen, wie wir sie heute kennen, stammen aus Amerika und waren damals nicht bekannt.
- Kohlsorten wurden gerne mit Essig genommen, Grünkohl wurde in Salpeter gekocht. Von Mangold wurden sowohl die grünen Blattteile als auch die dicken weißen Mittelrippen gegessen.
- Viele Strauch- und Krautblätter, so vom Holunder, der Malve, Melde, Bockshornklee, Brennnessel und Sauerampfer wurden zu Mus gekocht und stark gewürzt verzehrt.
- Sauer eingelegte Früchte und Gemüse wie Oliven, Lauch, Zwiebeln, Gurken, Melonen, Kapernsprossen und Kresse hießen acetaria und galten als appetitanregend.

Als weitere Bestandteile von Vorspeisen wurden Pilze verzehrt, insbesondere Kaiserschwamm, Steinpilz, Champignon und auch Trüffel. Geschmorte und gesalzene Schnecken, rohe oder gekochte Muscheln, Seeigel und kleine Fische wurden gegessen. Nach dem Ende der Republik wurden auch kleinere leichte Fleischspeisen gereicht, beispielsweise vom Siebenschläfer, die in speziellen Gehegen, den gliraria, gezüchtet und schließlich in dunklen Tongefäßen schlachtreif gemästet wurden. Auch wurden kleinere Vögel wie die Wacholderdrossel gemästet und dann entbeint und gefüllt angeboten.
Bei ausgedehnten Gastmählern wurden meist mehrere Vorspeisengänge nacheinander serviert.

### Bestandteile des Hauptganges

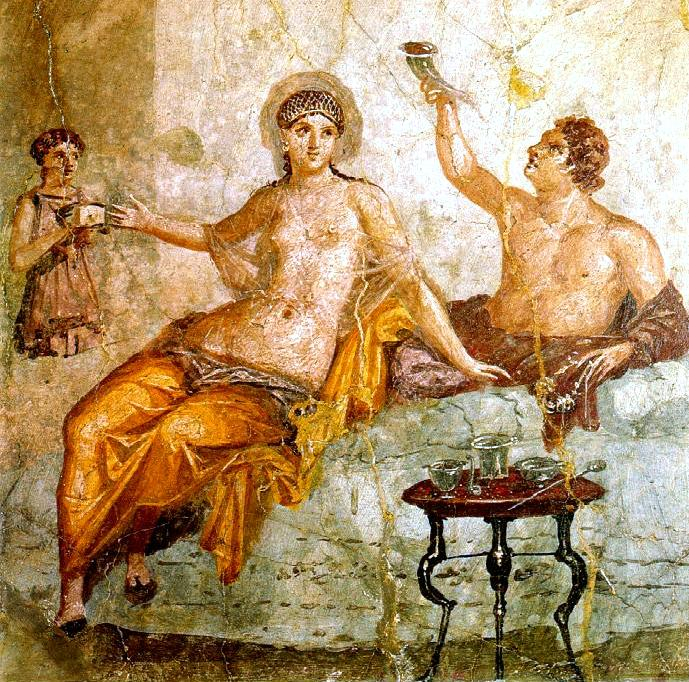
Ausschweifendes Mahl, Fresko aus Herculaneum

Vor der mensa prima, auch als caput cenae bezeichnet, konnte noch ein Zwischengericht gereicht werden, bei dem jedoch die Dekoration oft wichtiger war als die eigentlichen Bestandteile.
Als Fleischspeisen wurden serviert:
- Rindfleisch war in der gehobenen Küche unbeliebt, denn das Rind war ein Arbeitstier mit zähem, hartem Fleisch, das nur durch langes Kochen genießbar wurde. Sogar vom Kalb sind nur wenige Gerichte überliefert. Gegessen wurde Rindfleisch anscheinend trotzdem häufig, wie die vielen Schlachtabfälle von Rindern, die bei archäologischen Ausgrabungen in römischen Siedlungen gefunden wurden, belegen.
- Im Gegensatz dazu war das Schwein außerordentlich begehrt. Es wurden alle Teile verzehrt, wobei für den heutigen Geschmack eher ausgefallene Stücke wie Euter oder Gebärmütter junger Säue, die gerade geworfen hatten, als Delikatesse galten. Wildschweine wurden bereits gezüchtet und ebenfalls vor der Schlachtung gemästet.
- Gänse wurden gezüchtet und teilweise gemästet, auch das Stopfen von Gänsen war bereits entwickelt. Besonders begehrt und wertvoll war die Gänsestopfleber.
- Auch andere Geflügel waren verbreitet. Huhn war teurer als Ente. Für Feinschmecker wurden Kapaune und Poularden gemästet, die sehr beliebt waren, woran auch das Verbot des Poulardenverzehrs durch den Konsul C. Fannius 161 v. Chr. nichts änderte.
- Würste, farcimen, wurden aus Rind- und aus Schweinefleisch nach einer großen Vielfalt an Rezepten hergestellt. Besonders verbreitet war der einfache botulus, eine Blutwurst, die auf der Straße verkauft wurde. Die beliebteste Wurstsorte war die lucanica, eine reich gewürzte und geräucherte Schweinswurst. Ähnliche Rezepte werden z. T. auch heute noch verwendet. Angeblich lässt sich die portugiesische linguiça auf die römische Wurst zurückführen.
- Für einen besonderen Effekt wurden ganze Schweine mit Würsten und Obst gefüllt, am Stück gegrillt, dann stehend serviert und aufgeschnitten, wodurch die Würste darmartig herausquollen. Ein solches Schwein wurde porcus Troianus (Trojanisches Schwein) genannt.
- Hasen und Kaninchen wurden gezüchtet, erstere jedoch mit geringerem Erfolg, weshalb ein Hase viermal so teuer wie ein Kaninchen war. Ein Hase galt als Luxusessen, und als besonders edel galt die Schulter.

Erst spät wurden Fische am Stück serviert, und sie blieben teurer als die einfacheren Fleischsorten. In Süß- und Salzwasserteichen wurde die Fischzucht versucht, einige Fische ließen sich jedoch nicht in Gefangenschaft mästen. Zu diesen gehörte einer der beliebtesten, der mullus, die Meerbarbe. Sie galt zeitweise als der Inbegriff des Luxus, allerdings vor allem, weil sich ihre Schuppen beim Sterben leuchtend rot verfärben. Daher wurden diese Fische zuweilen bei Tisch langsam getötet, es gibt sogar ein Rezept, wo dies in garum, also in der Sauce erfolgt. Mit Beginn der Kaiserzeit geriet dies jedoch schlagartig aus der Mode, weshalb der mullus im Gastmahl des Trimalchio als Kennzeichen eines Emporkömmlings gezeigt werden konnte, der seine Gäste mit der altmodischen Darbietung sterbender Fische langweilt.
Beilagen im heutigen Sinne gab es nicht, jedoch wurde in allen Schichten Brot verzehrt, seitdem der Weizen aufkam. Nur noch die Ärmsten, die keinen Zugang zu einem Backofen hatten, mussten weiterhin puls essen. Schnell wurde das Brot außerordentlich beliebt, die Sortenvielfalt war groß, und ab 270 n. Chr. gab es öffentliche Bäckereien in Rom.
Zu allem und jedem wurde als Saucenbestandteil das Garum, auch liquamen genannt, gegessen. Dies war eine aus gesalzenem Fisch, insbesondere Makreleninnereien, in einem langwierigen thermischen Prozess hergestellte Sauce. Durch Sonnenwärme lösten sich enzymatisch die proteinhaltigen Fischbestandteile im Laufe von zwei bis drei Monaten fast völlig auf. Die Lake wurde gesiebt, die Flüssigkeit als garum und der Rückstand unter der Bezeichnung alec gehandelt. Die Herstellung von garum war aufgrund der Geruchsentwicklung in der Stadt verboten. In kleinen Amphoren versiegelt wurde garum im gesamten Imperium versandt und ersetzte im Binnenland vollständig das Salz. Heute wird eine ähnliche Fischsauce noch in Thailand und Vietnam verwendet.
Gewürze, insbesondere Pfeffer, aber auch Hunderte anderer Sorten, wurden größtenteils importiert und großzügig verwendet. Ein anderes sehr beliebtes Gewürz war das Silphium; da es sich nicht anbauen ließ, starb es schließlich durch übermäßige Ernte der Wildbestände aus. Der Eigengeschmack von Gemüse oder Fleisch wurde mit garum und üppiger Würzung vollständig überdeckt. Es galt als Gipfel der Kochkunst, wenn der Feinschmecker weder anhand des Aussehens noch anhand des Geruchs oder Geschmacks die Zutaten erraten konnte.

### Nachspeisen (mensa secunda)
An Obst wurden besonders gerne Trauben gegessen, wobei im Römischen Reich bereits zwischen Wein- und Tafeltrauben unterschieden und Rosinen hergestellt wurden. Daneben spielten Feigen und Datteln eine große Rolle, Granatäpfel wurden in vielen Varianten verzehrt, Quitten, diverse Apfelsorten und Aprikosen wurden gezüchtet.
Die ursprünglich auch als Nachspeise gereichten kalten Muscheln und Austern waren mit der Zeit eher Bestandteil der Vorspeisen. Muscheln wurden bereits in großem Umfang gezüchtet.
Kuchen (placentae) spielten dann eine größere Rolle, meist honiggetränkt und aus Weizen. Daneben gab es einige Sorten von Nüssen, vor allem Walnüsse und Haselnüsse oder Hülsenfrüchte, die bei Volksbelustigungen wie heute Bonbons geworfen wurden.
Die alten Römer schufen auch einen Prototyp des heutigen Speiseeises. Dazu wurden Eis und Schnee aus den nächstgelegenen Bergen geholt und mit Früchten und Honig vermischt. Aufgrund mangelnder Tiefkühlmöglichkeiten handelte es sich dabei aber vor allem um eine saisonale Delikatesse.
Plinius der Ältere (23 bis 79 n. Chr.) berichtet in seiner Naturgeschichte, dass die Raupe eines Schmetterlings namens Cossus (Weidenbohrer) in römischer Zeit gern verspeist wurde. Auch auf Mehl und Wein gezüchtete Käferlarven galten beim römischen Adel als beliebte Delikatesse.

## Getränke und Trinksitten

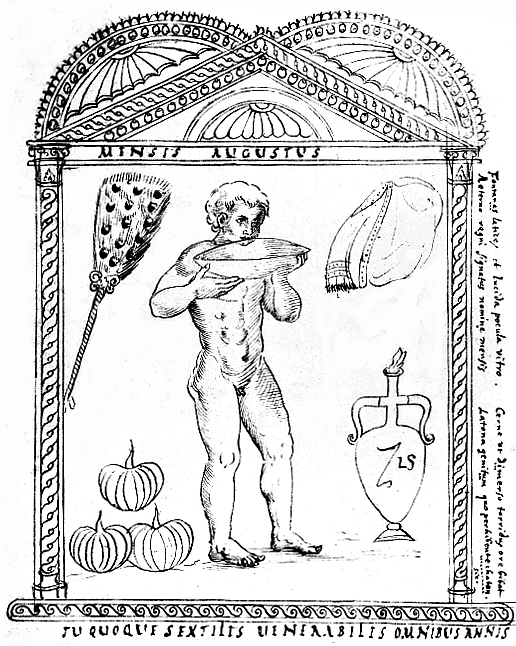
Monatsblatt August im Chronographen von 354. Zu Füßen des aus einer Glasschale Trinkenden ein Kühlgefäß mit zwei Henkeln, ein so genannter Gillo.

Außer Wasser, das seit etwa 300 v. Chr. in guter Qualität überall in Rom zu haben war und das warm oder auch schneegekühlt getrunken wurde, gab es mulsum, eine Mischung aus Wein und Honig, sowie Wein selbst, der üblicherweise mit Wasser verdünnt getrunken wurde. Der Wein wurde oft sehr stark verfälscht, so gab es Rezepte, wie aus Rotwein Weißwein zu machen sei und umgekehrt. Es gab auch einen Vorläufer des Glühweins, conditum paradoxum, eine Mischung aus Wein, Honig, Pfeffer, Lorbeer, Datteln, Mastix und Safran, die heiß, gegebenenfalls mehrmals aufgekocht oder auch kalt getrunken wurde.
Das bekannteste nichtalkoholische Getränk der römischen Bürger und vor allem auch der Legionäre war die Posca. Es handelte sich um Essigwasser.
Es gab aber auch – als Zeichen von absolutem Luxus – eisgekühlten Wein. Dazu brauchte man einen sogenannten Schneekeller. Hier wurde in erheblicher Menge Schnee zusammengepresst und in großen Gruben gelagert. Als Isoliermaterialien dienten Gras, Stroh, Erde und Leinentücher. Durch den Druck ging der Schnee teilweise in Eis über. Selbst in der heißen Jahreszeit wurde Schnee auf Lasttieren aus dem Gebirge nach Rom gebracht. Dieser Aufwand sorgte dafür, dass das Eiswasser teurer war als der Wein selbst. (Weeber, S. 26).
Bei einer comissatio wurde stets ein Trinkkönig gewählt, der das Mischverhältnis von Wasser und Wein sowie die von jedem Anwesenden zu trinkende Menge bestimmen durfte, ganz ähnlich einem griechischen Symposion. Außerdem konnte er von den Teilnehmern Gedichte und andere Vorträge fordern. Während der Tafel konnten Trinkgefäße herumgereicht und Trinksprüche ausgebracht werden. Mit der Weitergabe des Gefäßes an eine bestimmte Person war es möglich, seine besondere Wertschätzung auszudrücken.
Schöne junge Mundschenke mischten die Getränke und brachten sie zu den Gästen. Diese trugen Kränze, ursprünglich wohl, um sie vor Kopfschmerzen und anderen negativen Auswirkungen des reichlichen Alkoholkonsums zu schützen, später auch einfach als Schmuck.

## Nahrungsbeschaffung

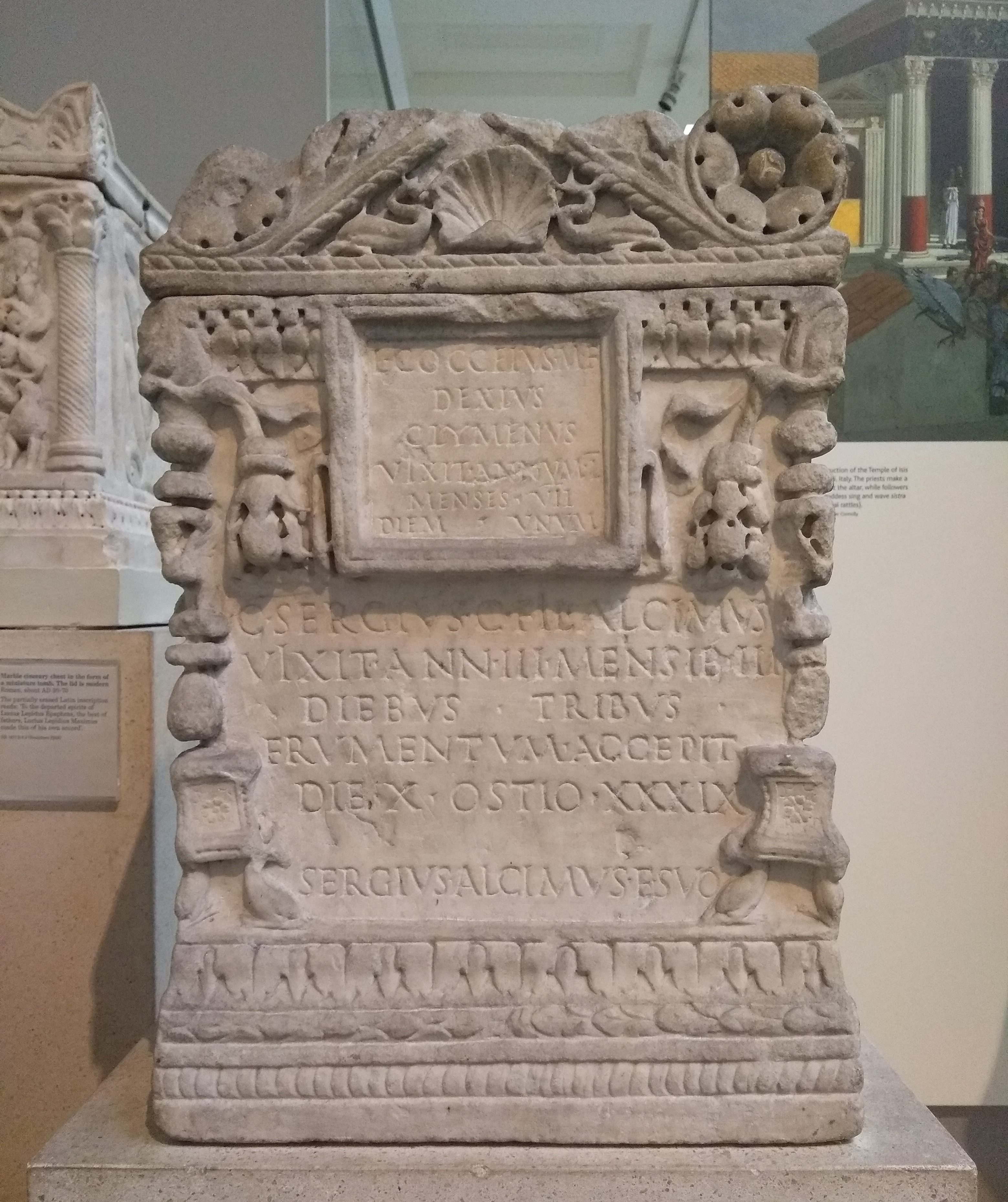
Marmorsarg aus Rom, der nacheinander für die Bestattung zweier, wohl nicht verwandter Kinder genutzt wurde. Die zweite Inschrift erklärt, dass das Kind zu einem bestimmten Zeitpunkt Getreide aus der staatlichen Versorgung empfing („frumentum accepit“).

Die Ernährung der Stadt Rom war ein großer organisatorischer Aufwand, was zahlreiches Verwaltungspersonal beanspruchte. Diese Aufgabe wurde als cura annonae bezeichnet und stand ab der Kaiserzeit unter der Oberaufsicht eines dafür zuständigen Beamten, des praefectus annonae.
Rom nutzte nicht hauptsächlich das umliegende Gebiet zur Nahrungsgewinnung, sondern importierte die Nahrung seiner Bewohner zu einem großen Teil aus anderen Ländern. Beispielsweise wurde Getreide teilweise im eigenen Land angebaut, geerntet, verarbeitet und verkauft, dabei wurde der bereits bekannte Anbau der römisch-griechischen Kultur verwendet und verbessert. Wie ertragreich die Ernte war, war von der Bodenfruchtbarkeit und dem Klima des Anbaugebietes abhängig. Jedoch reichte das umliegende Land aber keinesfalls, um eine Millionenstadt wie Rom zu ernähren, daher wurde Getreide aus Ägypten, Nordafrika und Sizilien importiert.
Des Weiteren war die Nahrungszufuhr nicht immer garantiert, da diese anfällig gegenüber Raubüberfällen war. Auch wurde versucht, Transportwege kurz zu halten, da der Transport teuer und nur langsam vonstattenging.

## Ernährung in der Armee
Der Speiseplan eines römischen Soldaten hing davon ab, ob er sich auf Feldzug oder – wie die meiste Zeit – in einer Garnison befand. In den festen Militärlagern war aufgrund der funktionierenden Organisation der Armee die Versorgung mit Lebensmitteln im Allgemeinen vergleichsweise gut und abwechslungsreich. So ist in verschiedenen Kontexten nachweisbar, dass die Grundnahrungsmittel beispielsweise durch Fleisch oder Fisch ergänzt wurden. Im Heerlager Argentovaria im heutigen Elsass sind darüber hinaus durch die hohe Bodenfeuchtigkeit zahlreiche Lebensmittel archäobotanisch nachweisbar; darunter befanden sich neben lokal angebauten Nüssen, Obst- und Gemüsesorten sowie Kräutern auch importierte Produkte wie Granatäpfel oder Oliven. Grundlage der Ernährung scheint jedoch Brot gewesen zu sein, das hauptsächlich aus Hirse, Gerste, Dinkel und Weizen hergestellt wurde. Durch naturwissenschaftliche Untersuchungen ist zudem deutlich geworden, dass die Nahrungsmittel oft Mängel wie etwa Schädlings- und Parasitenbefall aufwiesen. Unter den Getränken war besonders Posca wichtig, eine Mischung aus Wasser und Essig, die als günstige und erfrischende Alternative zu Wein im römischen Reich allgemein verbreitet war.
Für höhere Posten wie Zenturionen war erkennbar ein deutlich höherer Standard bei der Ernährung üblich als für einfache Soldaten. Generell hing die Zusammensetzung und Qualität der Nahrung römischer Soldaten aber auch stark von geographischen Faktoren ab wie etwa dem Klima und den natürlichen Bedingungen des Stationierungsortes, der Entfernung zu Rom und den Fernhandelswegen und der Qualität der lokalen Infrastruktur. Beschwerden zur Ernährung in der Armee sind jedoch in den antiken Quellen nicht überliefert. Einen Sonderfall stellten allgemein Feldzüge dar, auf denen aufgrund der besonderen Umstände auch Nahrungsknappheit herrschen konnte.
Zumindest ein Teil der Ernährung der Soldaten wurde durch die Verwaltung ihres jeweiligen Truppenteiles selbst besorgt, wofür im Gegenzug ein Teil des Soldes einbehalten wurde. Ob die annona militaris, die Versorgung der Armee, bereits zu Beginn der römischen Kaiserzeit zentral unter dem Praefectus annonae gebündelt war oder ob sie dezentral durch die Truppenkommandanten und Statthalter organisiert wurde, ist Gegenstand einer intensiven Forschungsdebatte.

## Hunger im Römischen Reich
Der Hunger im Römischen Reich war allgegenwärtig und konnte im Zweifelsfall sogar dafür sorgen, dass das Römische Reich keine Kriege führen konnte, da die Nahrungszufuhr nicht ausreichte, um das Heer zu versorgen. Des Weiteren erhöhte sich durch den Hunger die Unzufriedenheit der römischen Bevölkerung, was schließlich dazu führen konnte, dass sich größere Aufstände mobilisierten.
Um dem entgegenzuwirken, rationalisierten sich die Ziele der Römer: Teilweise wurden Bevölkerungsgruppen befristet aus Rom ausgewiesen, um die Ernährung der Römer zu gewährleisten. Zu diesen Bevölkerungsgruppen gehörten Gladiatoren, Sklaven und Fremde.
Es wurde stetig in den unteren Schichten um das Überleben gekämpft. Dies kann beispielsweise anhand des durchschnittlichen Getreidekonsums mit den Messwerten der Moderne festgestellt werden: 50 Liter Getreide im Monat entspräche einem Nährwert von zwischen 3000 und 5000 Kilokalorien pro Tag für mittelschwere Tätigkeiten und würde damit zu heutiger Zeit die gängigen Vorstellungen einer ausreichenden Ernährung erfüllen.
Antike Quellen berichten hingegen, dass der durchschnittliche Konsum von Getreide zwischen 27 und knapp 45 Litern lag, was alleine auf den Kalorienkonsum bezogen eine mangelhafte bis nüchterne Menge an Nahrungsenergie pro Tag widerspiegelt.